# 이등병의 편지
〈이등병의 편지〉는 가수 김현성이 작사, 작곡한 포크 노래이다.
처음에는 김현성이 이끌던 그룹 종이연의 공연에서 윤도현이 주로 불렀다. 한겨레신문이 주최한 노래 공모에 당선되어 1990년 5월 발매한 《겨레의 노래》에 수록되었으며, 가야에 소속된 전인권이 노래를 불렀다. 이후 지방 순회 공연에 불참한 전인권을 대신하여 김광석이 노래를 부르며 반향이 일기 시작했고, 1993년 5월 김광석의 리메이크 음반인 《다시 부르기 1집 》에 리메이크한 노래가 수록되면서 본격적으로 대중에게 널리 알려졌다.
〈이등병의 편지〉는 이제 막 머리를 깎고 훈련소에 가는 사람의 애환을 담은 노래로, 이것이 큰 공감대를 얻어 매우 유명한 곡이 되었다. 작곡가 김현성은 이 노래를 "군대 가는 친구를 서울역에서 배웅하고 돌아오는 버스 안에서 영감을 얻어 만들었다"며, 노래가 발매된 당시 "너무 우울하다는 이유로 한 때 방송 금지곡이 되기도 했다"라고 밝혔다.
조선민주주의인민공화국에서는 이 노래를 〈떠나는 날의 맹세〉라는 제목으로 부르고 있으며, 칠보산 음악단이 만든 노래로 알려져 있다.
2000년 영화 《공동경비구역 JSA》의 OST로 수록되었으며, 영화가 흥행하면서 함께 수록된 〈부치지 않은 편지〉와 함께 화제가 되었다. 2010년 8월 3일 영화를 제작한 명필름이 발매한 영화 OST 앨범 Music for the Movies by Myung Films에서는 음악 감독 방준석이 새롭게 연주한 노래를 수록하였다.

## 가사
집 떠나와 열차 타고 훈련소로 가는 날
부모님께 큰절하고 대문 밖을 나설 때
가슴 속에 무엇인가 아쉬움이 남지만
풀 한 포기 친구 얼굴 모든 것이 새롭다
이제 다시 시작이다 젊은 날의 생이여
친구들아 군대 가면 편지 꼭 해다오
그대들과 즐거웠던 날들을 잊지 않게
열차시간 다가올 때 두손 잡던 뜨거움
기적 소리 멀어지면 작아지는 모습들
이제 다시 시작이다 젊은 날의 꿈이여
짧게 잘린 내 머리가 처음에는 우습다가
거울 속에 비친 내 모습이 굳어진다 마음까지
뒷동산에 올라서면 우리 마을 보일런지
나팔소리 고요하게 밤하늘에 퍼지면
이등병의 편지 한장 고이 접어 보내오
이제 다시 시작이다 젊은 날의 꿈이여

## 같이 보기
- 김광석
- 서른 즈음에